# Samba calcarata
Samba calcarata är en biart som beskrevs av Heinrich Friese 1908. Samba calcarata ingår i släktet Samba och familjen sommarbin. Inga underarter finns listade i Catalogue of Life.